# Liste d'indices boursiers
Cette page liste les indices boursiers les plus courants.

## Matières premières
- CRB Reuters-Jefferies
- S&P GSCI
- RICI
- Dow Jones-UBS Commodity Index
- FTSE 50 Commodity Index

## Volatilité
| - VIX (volatilité du S&P 500) - VXN (volatilité du NASDAQ) - VXD (volatilité du Dow Jones) - VSTOXX (volatilité de l'Eurostoxx 50) - SPAVIX (volatilité du S&P/ASX 200) | - VDAX (volatilité du DAX) - VFTSE (volatilité du FTSE 100) - VNKY (volatilité du Nikkei 225) - INVIXN (volatilité du Nifty) - RTSVX (volatilité du RTS) | - VCAC (volatilité du CAC 40) - VSMI (volatilité du SMI) - QQV (volatilité de l'AMEX) - VBOV (volatilité de l'Ibovespa) - VIMEX (volatilité de l'IPC) |

## Mondial
- BBC Global 30
- MSCI World, les principales actions de 23 pays économiquement développés
- S&P Global 100
- S&P Global 1200
- Russell Global 10000 depuis le 17 janvier 2007
- FTSE CNBC Global 300
- MSCI EAEO, Les principales actions de 21 pays économiquement développés d'Europe, d'Australie et d'Extrême-Orient.

## Marchés émergents
- MSCI marchés émergents, les principales actions de 26 pays à économie émergente
- S&P/IFCI (n'existe plus)
- S&P/IFCG Extended Frontier 150 (n'existe plus)

## Régional
Cette partie concerne les indices boursiers liés à une région du monde précise.

### Afrique
- BRVM Composite
- BRVM 10

### Amérique latine
- S&P Latin America 40
- Latibex All Share
- Latibex Top

### Asie
- S&P Asia 50
- MSCI Asie APEX 50

### Europe
| - ASPI Eurozone - Eurostoxx 50 - Bloomberg European 500 - Bloomberg Liquid MiFID - STOXX Europe 50 | - STOXX Europe 600 - STX EU Enlarge 15 - STX EU Enlarge TM - FTSE Eurotop 100 - FTSE Eurotop 300 | - MSCI Euro - MSCI Pan-Euro - S&P Europe 350 - S&P Euro - Bloomberg European New Markets 50 | - Euronext 100 - Euronext 150 - NTX |

## National

### Afrique
| Pays           | Indices                          |
| -------------- | -------------------------------- |
| Afrique du Sud | FTSE/JSE Afrique Top 40          |
| Algérie        | Dzair Index                      |
| Botswana       | Botswana Gaborone Index          |
| Égypte         | EGX 30, Indice Hermès            |
| Ghana          | GSE Composite Index              |
| Kenya          | NSE All Share, NSE 20            |
| Maroc          | MSI 20, MASI, CFG 25             |
| Maurice        | SEMDEX                           |
| Namibie        | FTSE Namibia Overall             |
| Nigeria        | Nigeria Stock Exchange All Share |
| Tanzanie       | Tanzania All Share               |
| Tunisie        | Tunindex                         |
| Zimbabwe       | Indice Zimbabwe Industrial       |

### Amérique
| Pays              | Indices |
| ----------------- | --- |
| Argentine         | Merval, Burcap, Indice Bolsa General |
| Bermudes          | Bermuda Stock Exchange Index |
| Brésil            | indice Bovespa, IBrX, Latibex Brésil |
| Canada            | S&P/TSX, S&P/TSX 60, S&P/TSX moyenne capitalisation, S&P/TSX petite capitalisation |
| Chili             | IPSA, IGPA |
| Colombie          | COLCAP, IGBC, COL20 |
| Costa Rica        | BCT |
| États-Unis        | Dow Jones Industrial Average, Dow Jones Transportation Average, Dow Jones Utility Average, Dow Jones Composite Average, S&P 100, S&P 500, S&P MidCap 400, S&P SmallCap 600, S&P Composite 1500, NYSE Composite, Nasdaq, Nasdaq-100, Russell 1000, Russell 2000, Russell 3000, Philadelphia Gold and Silver |
| Jamaïque          | Jamaica Stock Exchange Market Index |
| Mexique           | IPC, INMEX, IMC30 |
| Panama            | Bolsa de Panama General |
| Pérou             | IGBVL, ISBVL |
| Trinité-et-Tobago | Trinidad and Tobago Composite |
| Venezuela         | IBVC |

### Asie
| Pays                | Indices |
| ------------------- | --- |
| Arabie saoudite     | Tadawul |
| Bahreïn             | BB All Share Index, BB Esterad Index                                                                                               |
| Bangladesh          | Dhaka Stock Exchange General Index                                                                                                 |
| Chine               | SSE Composite, CSI 300, China Traded Index ou CNX                                                                                  |
| Corée du Sud        | KRX 100, Kospi, Kospi 200, Kospi 100, Kospi 50, KOSDAQ, KOSDAQ Star                                                                |
| Émirats arabes unis | DFM General Index, ADX General Index, FTSE NASDAQ Dub UAE 20                                                                       |
| Hong Kong           | Hang Seng |
| Inde                | Nifty, BSE Sensex, Nifty Jr. |
| Indonésie           | IHSG, LQ-45, JII, MBX, DBX |
| Iran                | Tepix |
| Israël              | TA-35, TA-100 |
| Japon               | Nikkei 225, Nikkei 300, Nikkei 500, Topix, Topix Core 30, Topix Large 70, Topix 500, Topix Small, Topix Mid 400, Topix 100, JASDAQ |
| Jordanie            | ASE Weighted Index, ASE General Index                                                                                              |
| Kazakhstan          | KASE |
| Koweït              | Kuwait SE Weighted Index, Kuwait WE Price Index                                                                                    |
| Laos                | Laos Composite |
| Liban               | BLOM |
| Malaisie            | KLCI, EMAS |
| Mongolie            | MSE Top 20 |
| Oman                | MSM-30 |
| Pakistan            | KSE 100, KSE All Share, KSE-30 |
| Palestine           | Indice Al Quds |
| Philippines         | PSEi |
| Qatar               | DSM-20, QE Index |
| Singapour           | Straits Times Index |
| Sri Lanka           | Sri Lanka Colombo All Share |
| Taïwan              | Taiwan Capitalization Weighted Stock Index                                                                                         |
| Thaïlande           | SET Index, SET50 Index, MAI Index                                                                                                  |
| Turquie             | ISE-100, ISE-30, Dow Jones Turquie Titans 20                                                                                       |
| Viêt Nam            | HNX |

### Europe
| Pays               | Indices                                                                                              |
| ------------------ | --- |
| Allemagne          | DAX, HDAX, MDAX, SDAX, TecDAX, ÖkoDAX                                                                |
| Autriche           | ATX, VSE                                                                                             |
| Belgique           | BEL20, VLAM-21                                                                                       |
| Bosnie-Herzégovine | BIRS, FIRS, ERS10                                                                                    |
| Bulgarie           | SOFIX                                                                                                |
| Chypre             | CySE General                                                                                         |
| Croatie            | CROBEX                                                                                               |
| Danemark           | OMXC25, OMXC                                                                                         |
| Espagne            | Madrid SE, Ibex 35, Latibex All Share, Latibex Top, Latibex Brésil, Dow Jones Espagne Titans 30      |
| Estonie            | OMX Tallinn                                                                                          |
| France             | CAC 40, CAC IT 20, CAC Next 20, CAC Small 90, CAC Mid 100, CAC Mid & Small, SBF 80, SBF 120, SBF 250 |
| Finlande           | OMX Helsinki, OMX Helsinki 25, HEXP                                                                  |
| Grèce              | Athex 20, FTSE/ASE 20, FTSE/ASE Mid Cap, FTSE/ASE Small Cap                                          |
| Hongrie            | BUX, BUMIX, RAX                                                                                      |
| Irlande            | ISEQ Index                                                                                           |
| Islande            | ICEX-15, OMX Islande                                                                                 |
| Italie             | S&P/MIB, Dow Jones Italie Titans 30                                                                  |
| Lettonie           | OMX Riga                                                                                             |
| Lituanie           | NASDAQ OMX Vilnius                                                                                   |
| Luxembourg         | LuxX                                                                                                 |
| Macédoine du Nord  | MBI 10, MBID                                                                                         |
| Malte              | Indice de la Bourse de Malte                                                                         |
| Moldavie           | EVM Composite index                                                                                  |
| Monténégro         | MOSTE                                                                                                |
| Norvège            | OBX, OSE All Share                                                                                   |
| Pays-Bas           | AEX, Amsterdam Midkap                                                                                |
| Pologne            | WIG 20, sWIG80, mWIG40                                                                               |
| Portugal           | PSI 20, PSI Geral                                                                                    |
| République tchèque | PX                                                                                                   |
| Roumanie           | BET-10                                                                                               |
| Royaume-Uni        | FTSE 100, FTSE 250, FTSE 350, FTSE Small Cap, FTSE All Share                                         |
| Russie             | MICEX, MICEX 10, RTS Index, CSFB ROS Index, RTX                                                      |
| Serbie             | BELEX15, BELEXline                                                                                   |
| Slovaquie          | SAX                                                                                                  |
| Slovénie           | SBI 20, SBI TOP                                                                                      |
| Suède              | OMXS30, OMXSPI, Dow Jones Suède Titans 30                                                            |
| Suisse             | Swiss Market Index, Swiss Performance Index, Dow Jones Suisse Titans 30, SMIM                        |
| Ukraine            | PFTS                                                                                                 |

### Océanie
| Pays             | Indices                                   |
| ---------------- | ----------------------------------------- |
| Australie        | S&P/ASX 50, S&P/ASX 200                   |
| Nouvelle-Zélande | NZSX50, NZX Top 10, NZX 15 Gross, NZX All |